# Bureau international de l'heure
Bureau international de l'heure (BIH) var ett internationellt institut som hade till uppgift att mäta världstiden. BIH grundades 1912 vid en internationell konferens för tidsutsändning via radio som hölls i Paris och höll till i Parisobservatoriet.
På 1980-talet delades BIH organisatoriskt upp i två enheter, en som införlivades i Bureau international des poids et mesures och som fokuserar på tidmätning och atomur och en del som bildade Service international de la rotation terrestre et des systèmes de référence (IERS) som arbetar med mätning av jordens rotation kring solen och kring sin egen axel. De två enheterna stannade kvar i samma lokaler.